# Pink (album, Ilona Csáková)
Pink je třetí řadové album zpěvačky Ilony Csákové.
Vyšlo v červnu 1996. Stylizovaná naivita a pokus o návrat k hudbě 60. let 20. století. Přes použití několika coververzí album zpěvačce přineslo větší zviditelnění na české hudební scéně. Získalo v ČR zlatou desku.

## Tracklist
- 1. Pink 2:40
- 2. Léto 3:06
- 3. Bylo by to krásný 2:24
- 4. Svatba pod Bezdězem 3:00
- 5. Massachusetts 2:46
- 6. To jsem byla já 3:20
- 7. Zvon 3:53
- 8. Vrať se zpátky domů 3:32
- 9. Čistý víno 3:04
- 10. Chci něco víc 2:14
- 11. Pátá 2:45
- 12. I want a lover 2:49
- 13. Tenhle kluk 2:36
- 14. Ráj 3:22
- 15. Anděl a hřích 3:37
- 16. Život znova začíná 3:07
- 17. Čas 3:25
- 18. Tón pro Tebe 3:42